# سقوط ثعبان على الأرض
سقوط ثعبان على الأرض هي رواية تأملية صدرت عام 2021 من تأليف دارسي ليتل بادجر [الإنجليزية] وروجت للقراء الذين تتراوح أعمارهم بين 12 و18 عامًا. يقع ضمن نوع متميز من مستقبلية السكان الأصليين، والذي يتضمن روايات تتعلق بـ "عملية العودة إلى أنفسنا"، والتي تتضمن اكتشاف مدى تأثر الفرد شخصيًا بالاستعمار، والتخلص من العبء العاطفي والنفسي الناتج عن تأثيره، واستعادة تقاليد الأجداد. من أجل التكيف في عالم ما بعد نهاية العالم الأصلي.
تتبع الرواية شخصيتين: نينا، فتاة ليبان أباتشي، وأولي، طفل قطني يعيش في أرض الأرواح والوحوش. على الرغم من أنهم في البداية ليس لديهم معرفة ببعضهم البعض، إلا أن الأحداث في عوالمهم الفردية تجمعهم معًا. طوال الرواية، يدمج ليتل بادجر بنية سرد القصص التقليدية ليبان أباتشي لصياغة قصة مليئة بالوحوش والسحر وأهمية الأسرة.
فازت الرواية بجائزة أندريه نورتون لعام 2021 وجائزة إغنيت لعام 2022 لأفضل رواية للشباب. وكان أيضًا كتابًا شرفيًا لنيوبيري وادرج في القائمة الطويلة لجائزة الكتاب الوطني لأدب الشباب.

## الجوائز والتكريمات
أدرج الكتاب في عدة قوائم كأفضل كتاب، منها: مكتبة شيكاغو العامة، مراجعات كيركس، لوكوس، مكتبة نيويورك العامة، بابليشرز ويكلي، وسميت الرواية كأحد أفضل الكتب لعام 2021. أدرجتها بوكليست في قائمتها لعام 2022 لأفضل عشرة كتب للمراهقات، بالإضافة إلى قائمة "أفضل رواية للشباب" لنفس العام. وأدرجت أوتوسترادل الرواية في قائمة "أفضل الكتب الغريبة لعام 2021".
وكان كتابًا بارزًا للأطفال لعام 2022 من رابطة خدمة المكتبات للأطفال.
| السنة | الجائزة                      |                             | النتيجة          | مرجع          |
| ----- | ---------------------------- | --------------------------- | ---------------- | ------------- |
| 2021  | جائزة BSFA                   | أفضل كتاب للقراء الشباب     | القائمة النهائية | [ 12 ]        |
| 2021  | جائزة لوس أنجلوس تايمز للكتب | أدب الشباب البالغين         | القائمة النهائية | [ 13 ] [ 14 ] |
| 2021  | جائزة الكتاب الوطني          | أدب الشباب                  | القائمة الطويلة  | [ 15 ] [ 16 ] |
| 2021  | جائزة نيبولا                 | جائزة أندريه نورتون         | الفائزة          | [ 17 ] [ 18 ] |
| 2022  | جائزة سيبيلز                 | خيال للشباب البالغين        | القائمة النهائية | [ 19 ]        |
| 2022  | جوائز دراجون                 | أفضل رواية للشباب           | القائمة النهائية | [ 20 ]        |
| 2022  | جائزة إغنيت                  | أفضل رواية للشباب البالغين  | الفائز           | [ 21 ]        |
| 2022  | جائزة لوكوس                  | أفضل كتاب للشباب            | القائمة النهائية | [ 22 ]        |
| 2022  | جائزة لودستار                | (أفضل كتاب للشباب البالغين) | القائمة النهائية | [ 23 ]        |
| 2022  | جائزة نيوبري                 | —                           | تكريم            | [ 24 ] [ 25 ] |
| 2022  | جائزة أورسولا ك. غوين        | —                           | القائمة القصيرة  | [ 26 ]        |